# Arvefjende
En arvefjende er et udtryk der dækker over en fjende man har haft gennem lang tid, ofte på grund af vedvarende og kolliderende interesser eller en sportlig modstander. Eksempelvis er Sverige Danmarks arvefjende i fodbold.

## Ekstern henvisning
- arvefjende — Ordbog — ODS